# Cristina (kosarz)
Cristina – rodzaj kosarzy z podrzędu Eupnoi i rodziny Phalangiidae.

## Występowanie
Przedstawiciele rodzaju zamieszkują Afrykę.

## Systematyka
Opisano dotąd 13 gatunków kosarzy z tego rodzaju, z czego jeden kopalny:
- Cristina adenia (Roewer, 1941)
- Cristina bispinifrons Roewer, 1916
- Cristina crassipes Loman, 1902
- Cristina lettowi (Roewer, 1923)
- Cristina pachylomera (Simon, 1879)
- Cristina patellaris (Roewer, 1956)
- Cristina pteronia (Sorensen, 1910)
- Cristina ruandana H. Kauri, 1985
- Cristina somalica (Roewer, 1956)
- Cristina spinosus (Goodnight et Goodnight, 1944)
- Cristina subinermis Caporiacco, 1946
- Cristina villiersi (Roewer, 1953)
- Cristina zavattarii Caporiaxxo, 1940